# Julius Avery
Julius Avery (Canberra, 1976) è un regista e sceneggiatore australiano.

## Biografia
Dopo aver vissuto per anni a Pemberton in Australia, Avery intraprende gli studi al College delle arti vittoriane a Melbourne. Dopo gli studi inizia a girare alcuni cortometraggi molto apprezzati al Festival di Cannes, tra cui Jerrycan e Yardbird, i quali hanno ricevuto rispettivamente il Grand Prix Speciale della Giuria e una candidatura alla Palma d'oro.
Nel 2014 Avery scrive e dirige il suo primo film Son of a Gun, con Ewan McGregor, Brenton Thwaites e Alicia Vikander.
Successivamente nel 2018 dirige per la Bad Robot Productions e per la Paramount Pictures l'horror bellico Overlord.
Dopo essere stato preso in considerazione per girare una trasposizione di Flash Gordon, nel 2022 realizza per Amazon Prime Video il film Samaritan con Sylvester Stallone nel ruolo del protagonista.
Nel 2023 realizza L'esorcista del papa con Russell Crowe, trasposizione dei libri di padre Gabriele Amorth.

## Filmografia

### Regista

#### Cortometraggi
- Matchbox (2002)
- Little Man (2004)
- Solvent (2004)
- End of Town (2006)
- The Tank (2007)
- Jerrycan (2008)
- Yardbird (2012) - solo sceneggiatore

#### Lungometraggi
- Son of a Gun (2014) - anche sceneggiatore
- Overlord (2018)
- Samaritan (2022)
- L'esorcista del papa (The Pope's Exorcist) (2023)